# Kamikakushi
Kamikakushi (神隠し kamikakushi?) este un concept din folclorul japonez, care tradus în română înseamnă "ascuns de zei".
Se referă la dispariția inexplicabilă a unei persoane (deci nu cazuri probabile de sinucidere, de fugă cu un iubit/iubită etc.), lucru pus pe seama ființelor mitologice tengu, a vulpilor sau a altor spirite rău-voitoare. Când o persoană dispărea, și se credea că dispariția este un caz de kamikakushi, tot satul ieșea să caute persoana dispărută, bătând tobele și sunând din clopoței.
Când tânăra japoneză de 19 ani Hitomi Soga a dispărut în 1978 de pe insula Sado (ulterior aflânduse că a fost de fapt răpită de agenți secreți nord-coreeni și dusă în Coreea de Nord), unii oameni de pe insulă au crezut este un caz de kamikakushi.